# Der 21. Juli
Der 21. Juli ist ein Roman des deutschen Autors Christian v. Ditfurth, der 2001 im Droemer-Verlag erschienen ist. In der Form einer Alternativweltgeschichte wird das Thema aufgegriffen, was hätte geschehen können, wenn Adolf Hitler bei dem Attentat vom 20. Juli 1944 getötet worden wäre und eine Koalition zwischen dem Kreis um Carl Goerdeler und der SS die Macht übernommen hätte.

## Handlung
Der Roman ist in drei Teile („Bücher“) gegliedert, von denen der erste und dritte im Jahr 1953 spielen, der zweite stellt in einer Rückblende die Ereignisse 1944/1945 dar.

### Erstes Buch: Frühjahr 1953
Der sowjetische Diktator Josef Stalin ist gerade verstorben und in Moskau herrscht zwischen den hochrangigen Regierungsmitgliedern ein verbissener Kampf um den Posten als Staatsoberhaupt, wobei der Staatssicherheitsminister Lawrenti Beria der stärkste Mann ist. In dieser Situation erhält der sowjetische Geheimdienst einen verschlüsselten Funkspruch, in dem die deutsche Regierung der Sowjetunion eine Zusammenarbeit vorschlägt.
Zur gleichen Zeit erhält in den USA ein Deutscher namens Knut Werdin, der einsam auf einer kleinen Farm in der Nähe der mexikanischen Grenze lebt, Besuch von der CIA.
Werdin, ehemals Sturmbannführer im SD, hatte die Alliierten 1945 über die Existenz deutscher Kernwaffen informiert. Daraufhin schlossen die UdSSR und die Westalliierten Frieden mit Deutschland, so dass der Zweite Weltkrieg mit einem Remis endete. Dadurch stehen sich USA, Sowjetunion und das Deutsche Reich als Supermächte im Kalten Krieg gegenüber. Durch die Verhandlungen zwischen Deutschland und der Sowjetunion droht sich das Gleichgewicht der Kräfte nun zu Ungunsten der USA zu neigen.
So will die CIA den ehemaligen SS-Mann Werdin dazu anwerben, nach Deutschland zurückzukehren und Heinrich Himmler zu töten. Dieser ist als Reichsinnenminister in Deutschland die treibende Kraft hinter der Annäherung an die Sowjetunion, während der konservative Reichskanzler Carl Goerdeler ein Bündnis mit den USA anstrebt. Werdin verweigert zunächst die Zusammenarbeit. Doch als der CIA-Chef Allen Welsh Dulles ihm einen 1950 an ihn geschriebenen Brief seiner einstigen Geliebten Irma Mellenscheidt präsentiert, wird er stutzig.
Irma wurde nämlich bei ihrer gemeinsamen Flucht aus Deutschland 1945 scheinbar erschossen.
Doch das dem Brief beiliegende Foto zeigt zweifelsfrei sie und einen Jungen, der Werdin wie aus dem Gesicht geschnitten ist. Um die Wahrheit über das Foto zu erfahren, sagt Werdin zu, sich nach Deutschland einschleusen zu lassen.

### Zweites Buch: 1944/1945
Berlin 1944: Deutschlands Niederlage ist nur noch eine Frage der Zeit. Eine Gruppe von Zivilisten und Militärs planen, Hitler, der sich gegen jegliche Friedensgespräche stemmt, zu beseitigen. Dabei bedenken sie nicht, dass viele Deutsche sie dafür als Verräter und Putschisten ansehen würden. Himmler ist über die Verschwörung im Bild, liefert die Verschwörer jedoch nicht der Gestapo aus, da er weiß, dass die Niederlage auch ihn den Hals kosten wird.
So erhält Sturmbannführer Knut Werdin von SD-Chef Walter Schellenberg den Auftrag, Kontakt mit den Verschwörern aufzunehmen und die Unterstützung der SS anzubieten, wenn diese dafür nach einem Verständigungsfrieden mit den Alliierten bestehen bleibt. Werdin rekrutiert den desillusionierten Wehrmacht-Major Gustav Rettheim, der bei einem Luftangriff seine Familie und an der Front ein Bein verloren hatte, als Verbindungsmann zu den Verschwörern. Was keiner weiß, ist, dass Werdin ein kommunistischer Spion ist, der nur in die SS eintrat, um Informationen für die Sowjetunion zu sammeln.
Bei einer Gestapo-Kontrolle im Café Kranzler hilft er der jungen Irma Mellenscheidt und ihrer Mutter, die ihren Pass vergessen hat. Beide verlieben sich, obwohl Irma auch starke Gefühle für den Luftwaffen-Hauptmann Helmut von Zacher empfindet. Inzwischen gelingt es Werdin, den Verschwörer Oberst Stauffenberg von der Notwendigkeit einer Zusammenarbeit mit der SS zu überzeugen, da Deutschland sonst ein Bürgerkrieg im Krieg droht. Mit Schrecken muss er jedoch aus Moskau den Befehl empfangen, das Attentat zu verhindern. Stalin weiß, dass er, wenn der Krieg weitergeht, siegen wird und bei der Eroberung Deutschlands die Kontrolle über Osteuropa erringen würde. Ein Verständigungsfrieden würde all seine Expansionspläne zunichtemachen. Werdin und sein Spionage-Partner Fritz wenden sich enttäuscht von der UdSSR ab. Kurz darauf wird Fritz von dem Gestapo-Beamten und SS-Standartenführer Werner Krause verhaftet und verrät Werdin unter der Folter.
Das Attentat Stauffenbergs gelingt. Nach Hitlers Tod bewahren die Verschwörer mit Hilfe der SS-Truppen öffentliche Ruhe in Deutschland. Offiziell wird verbreitet, dass Hitler durch einen britischen Luftangriff getötet wurde. Göring gibt sein Amt als Luftwaffenchef an Erhard Milch ab und wird (machtloser) Reichspräsident. Carl Goerdeler wird neuer Reichskanzler, Erwin von Witzleben Oberbefehlshaber der Wehrmacht und Ernst von Weizsäcker Außenminister. Himmler bleibt Innenminister und Reichsführer SS, Ernst Kaltenbrunner wird sein Stellvertreter. Der im Schattenkabinett Beck/Goerdeler als Innenminister vorgesehene Julius Leber wird Arbeitsminister. Die Gestapo geht im SD auf, dessen Chef Schellenberg wird. Goerdeler setzt sich mit seinen innenpolitischen Vorstellungen weitgehend durch, jedoch bleibt die SS bestehen und zuständig für Polizei- und Geheimdienstaufgaben.
Der Krieg geht dennoch weiter, da die Alliierten eine bedingungslose Kapitulation Deutschlands fordern, was sowohl Himmler als auch Goerdeler und die Wehrmachtführung ablehnen. Erich von Manstein übernimmt den Befehl über die deutschen Truppen an der Ostfront und Erwin Rommel über die Truppen an West- und Südfront. Die Wehrmacht zieht sich im Westen hinter den Rhein zurück, reaktiviert den Westwall und schafft es im Osten, durch bewegliche Verteidigung den Vormarsch der Roten Armee zwar nicht aufzuhalten, aber zu verlangsamen. Die Rüstungsindustrie baut für die Luftwaffe nur noch Strahljäger (vor allem die Messerschmitt Me 262) und Flugabwehrraketen statt V-Waffen und Langstreckenbombern. Für das Heer werden nur noch einfache und robuste Panzer-Typen in großer Zahl gebaut.
Werdin, der mit seiner Verhaftung rechnet, wird zu seinem Erstaunen von Schellenberg beauftragt, nach Haigerloch im Schwäbischen zu reisen, wo er die Entwicklung einer neuen Wunderwaffe beaufsichtigen soll. Unter der Leitung von Kurt Diebner wurde dort das von Hitler vernachlässigte Uranprojekt als „Unternehmen Götterdämmerung“ wieder aufgenommen. Zur gleichen Zeit wird Zacher vom neuen Luftwaffenchef Milch der Auftrag erteilt, eine mehrere Tonnen schwere Spezialbombe nach ihrer Fertigstellung in einer extra dafür umgebauten Heinkel He 111 über eine noch unbekannte Stadt zu fliegen. Obwohl Zacher den Nutzen dieser Einzelaktion nicht versteht, sagt er zu.
Während in den USA und England immer mehr Forderungen nach einem Verhandlungsfrieden laut werden und viele Mitarbeiter des Manhattan-Projekts streiken, arbeiten im Forschungsreaktor Haigerloch Diebner, Heisenberg und Weizsäcker weiterhin fieberhaft an der Entwicklung einer funktionierenden Uranbombe, wofür Himmler den Wissenschaftlern alle Mittel der SS zur Verfügung stellt. Als die Rote Armee schon die deutsche Grenze überschritten hat und die Amerikaner am Westufer des Rheins stehen, teilt Diebner Werdin triumphierend mit, dass es gelungen ist, 13 einsatzbereite Uranbomben zu bauen. Zurück in Berlin erfährt Werdin von Krause, dass Schellenberg inzwischen über seine Vergangenheit als Spion im Bilde ist und ihn bald zu verhaften gedenkt.
Am 7. Mai 1945 fliegt Zacher, von mehreren Dutzend Jagdflugzeugen geschützt, die Heinkel mit der Uranbombe über die Stadt Minsk. Diese wird bei der Atomexplosion vollkommen zerstört und Hunderttausende finden den Tod. Goerdeler stellt den schockierten Alliierten ein Ultimatum, binnen 72 Stunden in Friedensverhandlungen einzutreten, andernfalls würden weitere Atomschläge erfolgen. In den USA waren plötzlich viele Politiker schon immer gegen einen Krieg mit Deutschland, auch in England ist die Presse auf einmal gegen einen weiteren Krieg mit Deutschland. Himmler gewinnt bei der deutschen Bevölkerung gewaltig an Prestige, da er das Atomwaffenprogramm mit allen Mitteln vorangetrieben hat.
Da Werdin nun die Verhaftung droht und nicht abzusehen ist, ob die Alliierten auf das Ultimatum eingehen, beschließen Werdin und Irma, aus Deutschland zu fliehen. Bei Überquerung des Rheins, an dessen anderem Ufer die Amerikaner stehen, wird Irma von deutschen Wachposten angeschossen und fällt ins Wasser. Werdin hält sie für tot und rettet sich auf die amerikanische Seite. Er berichtet den Alliierten, dass Deutschland tatsächlich über weitere Uranbomben verfügt.

### Drittes Buch: Frühjahr 1953
Werdin schmuggelt sich über die Niederlande nach Deutschland ein. Dabei wird er jedoch von einem holländischen Kollaborateur, der während des Krieges eine Gruppe des holländischen Widerstandes an den SD verriet, identifiziert und muss ihn töten. Dies wird jedoch beobachtet und der SD wird darauf aufmerksam.
Grujewitsch, Berias Stellvertreter und Chef der sowjetischen Spionageabwehr, ist mittlerweile nach Deutschland eingeladen worden und überprüft bei einem Gespräch mit Schellenberg die deutschen Absichten einer Annäherung. Auf Grujewitschs Betreiben hin folgt Beria der Einladung Himmlers und handelt mit diesem einen deutsch-sowjetischen Freundschaftsvertrag aus.
Währenddessen erzählt Schellenberg Krause, der Werdin 1945 nur auf seine Anweisungen hin gewarnt hat, den Grund dafür. Den Wissenschaftlern um Diebner gelang es damals nur, eine einzige funktionsfähige Uranbombe zu bauen. Da Deutschland bei der „Demonstration“ in Minsk somit sein einziges Druckmittel vernichten würde, schickte man den Spion Werdin nach Haigerloch und überzeugte ihn davon, dass Deutschland mehr als eine Uranbombe besaß. Werdin floh aus Deutschland und berichtete den Alliierten von Deutschlands Atomwaffenarsenal. Da Werdin als ehemaliger sowjetischer Spion und Aufseher im Haigerloch ein glaubhafter Informant war, der ja selbst an das glaubte, was er erzählte, fielen die Alliierten auf den Trick herein und schlossen Frieden mit dem in Wahrheit völlig wehrlosen Deutschland.
In Berlin eingetroffen besucht Werdin Rettheim. Er berichtet Werdin die Wahrheit über den Holocaust, die Himmler einigen Offizieren der Wehrmacht nach dem Krieg mitteilen musste, aber vor der Öffentlichkeit geheim hält. Werdin ist entsetzt und beginnt ernsthaft zu überlegen, ob er mit Unterstützung Rettheims und einiger anderer Offiziere einen Anschlag auf Himmler wagen soll.
Dennoch will er erst Irma sprechen. Auf dem Weg zu ihrem Haus bemerkt er nicht, dass er von Ermittlern des SD beobachtet wird. Irma erzählt Werdin, dass sie bei der Flucht nur angeschossen und verhaftet wurde. Auf Zachers Betreiben wurde sie freigelassen, worauf sie ihn heiratete. Ihr Sohn Josef ist tatsächlich das gemeinsame Kind von ihr und Werdin.
Als Werdin bei Irma ist, erkennt er die Falle des SD und lässt sich von ihnen festnehmen, jedoch tötet er hierbei Krause und wird selbst schwer verletzt. Im Anschluss verhaftet der SD Irma wegen Lands- und Hochverrats und ihren Sohn als Zeugen. Zacher kommt während der Hausdurchsuchung zurück und erfährt von der Verhaftung sowie Werdins Besuch. Erfolglos besteht er auf ihre Freilassung. Daraufhin fährt er zum nächsten Luftwaffenstützpunkt und fliegt unter dem Vorwand eines Testfluges mit einem voll beladenen Bomber los.
Zur gleichen Zeit hält Himmler auf der Wewelsburg eine Versammlung mit der Führungsriege der SS ab, zu der auch Schellenberg und Kaltenbrunner anwesend sind. Die SS plant mit Rückendeckung durch die Sowjets die ehemaligen Verschwörer um Goerdeler und Stauffenberg zu stürzen, um die alleinige Macht über Deutschland zu erlangen. Plötzlich erscheint Zachers Flugzeug über der Wewelsburg. Zacher wirft die Bomben über ihr ab und steuert sein Flugzeug geradewegs in die Burg hinein. Himmler und die gesamte SS-Führung kommen dabei um.
Mit Himmlers Tod bricht das angehende Bündnis zwischen Deutschland und der Sowjetunion zusammen. Beria und Grujewitsch werden von den anderen Mitgliedern der kollektiven sowjetischen Regierung verhaftet und als Landesverräter angeklagt.
Goerdeler und die Wehrmachtführung nutzen die Gelegenheit und entmachten die führungslose SS. Werdin erhält in Haft einen Brief von Irma, die freigelassen wurde. Sie schreibt darin, dass Zacher ein gebrochener Mann war, seit er von der gewaltigen Opferzahl in Minsk erfuhr, und er im Leben niemals mehr glücklich geworden wäre. Sie selbst zieht nun mit ihrem Sohn fort, um ihre Vergangenheit hinter sich zu lassen und verbietet Werdin jeden weiteren Kontakt.
Einige Jahre später wird Werdin in der Schweiz gegen einen deutschen Spion in Uruguay ausgetauscht, den jüdischen V-Mann „David“, der einen der CIA-Agenten getötet hatte, nachdem dieser jenen über Werdins Auftrag informiert hatte. Werdin kehrt auf seine einsame Farm nach Amerika zurück.
Wie der Kalte Krieg in diesem alternativen Universum endet, bleibt offen. Allerdings wird angesprochen, dass sich nach dem Sturz der SS die Beziehungen zwischen den USA und Deutschland enorm verbessert haben.

## Die Welt vonDer 21. Juli
In Ditfurths Roman wird die Welt im Jahr 1953 von den drei Supermächten USA, Sowjetunion und Deutschland dominiert.
- In Deutschland hat sich die NS-Diktatur nach dem Krieg in einen Ständestaat verwandelt. In den Städten und Gemeinden gibt es Wahlgemeinschaften, die sich jedoch auf regionale Angelegenheiten beschränken. Die Legislativen der Landkreise, Gaue und des Reiches werden indirekt von unten nach oben gewählt. In der deutschen Regierung der „Nationalen Versöhnung“ belauern die ehemaligen Verschwörer um Goerdeler und die SS um Himmler einander im Kampf um die Alleinherrschaft. Rassismus und Antisemitismus gehören zwar nicht mehr zur offiziellen Staatsdoktrin, werden in SS-Kreisen aber unverhohlen praktiziert. Himmlers „schwarzer Orden“ verfügt über gewaltige wirtschaftliche Mittel und ist für die gesamte innere Sicherheit zuständig. Die um die ehemaligen SS-Totenkopfverbände aufgestockte Waffen-SS zählt mit zwei Millionen Mitgliedern mehr Männer als die Wehrmacht, die anderthalb Millionen Mann stark ist. Das Reichssicherheitshauptamt ist 1944 aufgelöst worden, die Gestapo mit den Resten des Amts Ausland/Abwehr zum neuen Hauptamt Abwehr im SD zusammengefasst. Zudem erfreut sich Himmler in der Bevölkerung großen Respekts, da die Uranbombe, die das Kriegsglück wendete, ein Projekt der SS war. Die allgemeine Zensur wurde gelockert und Hitler wird einerseits als der Mann, der Deutschland zur nationalen Größe zurückführte, aber andererseits als Verantwortlicher für den Weltkrieg und den Holocaust, der gegen den Widerstand von Partei und SS durchgesetzt worden sei, dargestellt. Das Attentat vom 20. Juli wird offiziell als englischer Fliegerangriff dargestellt. Unter der neuen deutschen Regierung wurden hochrangige Nationalsozialisten (Joseph Goebbels, Joachim von Ribbentrop, Julius Streicher) inhaftiert und die Vernichtungslager in Gefangenenlager umgewandelt. Eine Vergangenheitsbewältigung findet nicht statt. Über den Holocaust wird nur zurückhaltend berichtet und die SS gelobt, da sie die Massenmorde beendet habe. Hitlers offiziell nur wenigen Helfer am Völkermord wurden wie Adolf Eichmann hingerichtet oder haben wie Heinrich Müller Deutschland verlassen. Der ehemalige SS-Lagerarzt Josef Mengele, der sich über seine Vergangenheit ausschweigt, ist Medizinprofessor und eine Koryphäe auf dem Gebiet des menschlichen Körpers. Das vom Krieg geschwächte Land befindet sich 1953 mit Ludwig Erhard als Wirtschaftsminister im Wirtschaftswunder. Deutschland ist das führende Land in Raketen- und Flugzeugtechnik, außerdem verfügt die Wehrmacht schon über Wasserstoffbomben. Der 70-jährige Erwin von Witzleben ist noch Reichskriegsminister, es wird jedoch angedeutet, dass er von dem aufstrebenden „pathetischen Nationalisten“ Franz Josef Strauß abgelöst werden wird. Der zum Generaloberst und Chef des Generalstabs des Heeres beförderte Stauffenberg ist scharfer Gegner der SS und über die Konzessionen unzufrieden. Im Friedensvertrag zwischen Deutschland und den Alliierten wurden Deutschland die Grenzen vom April 1940 zugesichert. Damit gehören Polen, Tschechien und Österreich zum deutschen Staatsgebiet, außerdem haben sich Luxemburg und Liechtenstein nach dem Krieg 1947 dem Reich angeschlossen. Nach dem Tod der SS-Führung 1953 wird die Waffen-SS in die Wehrmacht eingegliedert und der SD durch einen neuen Geheimdienst ersetzt, der direkt dem Reichskanzler untersteht. Die SS selbst wird zu einem privaten Verein ohne staatliche Macht.
- Präsident der Vereinigten Staaten ist der antikommunistische Politiker Joseph McCarthy, welcher ein Bündnis mit Deutschland gegen die Sowjetunion anstrebt. Doch aufgrund des Holocausts, der 1944 nach Hitlers Tod gestoppt wurde, um einen Verhandlungsfrieden zu fördern, und der großen Macht der SS in Deutschland ist die amerikanische Öffentlichkeit weitgehend anti-deutsch eingestellt. Die USA verfügt über die weltgrößten Marinestreitkräfte. Der SD verfügt über ein ausgedehntes Netz von Agenten im Land, von deutschen Emigranten bis zu alteingesessenen, englandstämmigen Amerikanern.
- Die Sowjetunion wird nach Stalins Tod offiziell von einer kollektiven Führung regiert, einer Troika im Parteipräsidium des ZK der KPdSU aus Beria, Molotow und Malenkow, in der es jedoch viele interne Machtkämpfe gibt. Das Land befindet sich nach dem Krieg und dem deutschen Uranbombenabwurf in einer schweren Wirtschaftskrise und ist außenpolitisch praktisch isoliert. Aus diesem Grund geht die sowjetische Regierung auch auf den deutschen Bündnisvorschlag ein. Die Sowjetunion verfügt über die größten Infanterie- und Panzerstreitkräfte der Welt.
- Großbritannien musste sich im Friedensvertrag verpflichten, sein Heer auf hunderttausend Mann zu reduzieren und keine fremden Truppen auf seinem Staatsgebiet zu dulden. Winston Churchill befindet sich im Exil in Kanada. Die Wehrmacht verfügt über Militärstützpunkte auf den Kanalinseln.
- Frankreich, Belgien und die Niederlande sind nicht mehr von Deutschland besetzt, müssen aber deutsche Militärstützpunkte auf ihrem Gebiet dulden und mit den deutschen Geheimdiensten zusammenarbeiten. Eine gewisse politische Unabhängigkeit dieser Länder zeigt sich darin, dass sie z. B. Handelsbeziehungen zu den USA unterhalten, mit denen Deutschland sich offiziell immer noch im Krieg befindet.
- Ungarn, Rumänien und die Slowakei sind faktisch Satellitenstaaten Deutschlands und müssen es mit Rohstoffen versorgen.
- Italien, Spanien, Portugal und die skandinavischen Länder arbeiten stark mit Deutschland zusammen, Schweden ist offiziell allerdings neutral.
- Im ehemaligen Jugoslawien terrorisieren kroatische Banden andere slawischen Volksgruppen.
- Die Schweiz bleibt als neutraler Staat unangetastet, richtet sich jedoch nach den Wünschen der deutschen Regierung.
- Viele der lateinamerikanischen Länder (namentlich Uruguay) arbeiten heimlich mit den Deutschen zusammen.
- Japan ist offiziell immer noch ein Bündnispartner Deutschlands, faktisch haben beide Staaten aber unterschiedliche Interessen. Japan wird im Roman als immer noch starke Militärmacht beschrieben, mit der man rechnen muss. Es ist zu vermuten, dass sich die Japaner den deutschen Friedensverhandlungen nach dem Unternehmen Götterdämmerung anschlossen und somit ebenfalls nicht von den Alliierten besiegt und entmilitarisiert wurden.
- China verhält sich gegenüber den Großmächten neutral. Es wird angedeutet, dass das Land immer noch von der Kuomintang regiert wird, die gegen Mao und seine kommunistischen Partisanen Bürgerkrieg führt.

## Historische Abweichungen
- Zu den unter der neuen Regierung zum Tode verurteilten Nationalsozialisten wird im Roman Theodor Eicke gezählt, der historisch bereits 1943 verstorben ist.
- Mehrere Szenen spielen im Café Kranzler, das bereits am 7. Mai 1944 zerstört worden ist.
- Werdin liest unter anderem die B.Z., die bereits 1943 eingestellt worden ist.
- Es wird angedeutet, dass Hans Oster und Hellmuth Stieff nur aufgrund der drohenden Kriegsniederlage sich dem Widerstand gegen den Nationalsozialismus anschlossen. In Wirklichkeit waren ihre Beweggründe der sogenannte Röhm-Putsch bzw. die Kriegsverbrechen an der Ostfront.
- Auch die Behauptung, Carl Goerdeler sei „kein Demokrat“ und „anfänglich Anhänger Hitlers“ gewesen, entspricht nicht den historischen Tatsachen.
- Das im Roman dargestellte „Aufgehen“ der Gestapo im SD wäre historisch nicht möglich gewesen. Zwar war die Gestapo mit dem SD über den Chef der Sicherheitspolizei und des SD verbunden, unterstand als exekutive Behörde jedoch dem Reichsministerium des Innern.
- Helmut von Zacher wird aufgrund seiner herausragenden Fähigkeiten als Pilot für das „Unternehmen Götterdämmerung“ ausgewählt, ist aber nur Träger des Eisernen Kreuzes II. Klasse.
- Dieselbe Auszeichnung erhielt Werdin für die Enttarnung eines britischen Agentennetzes in Rotterdam 1942. Das Eiserne Kreuz wurde zu dieser Zeit nur für Tapferkeit im Feld verliehen, für andere Leistungen im Rahmen des Krieges das Kriegsverdienstkreuz.

## Ausgaben
- Christian v. Ditfurth: Der 21. Juli. Roman. Droemer, München 2001, ISBN 3-426-27199-0.
  - Vollständige Taschenbuchausgabe: Knaur, München 2003, ISBN 3-426-62415-X.